# 范師道
范師道（1005年—1063年），字貫之，蘇州長洲縣（今江蘇省蘇州市）人。北宋侍御史。北宋政治家范仲淹子侄。終年五十九歲，葬於天平山。著有《垂拱元龜會要詳節》四十卷、《節國朝會要》十二卷、奏議二十卷及文集五十卷。生前居住在承天寺前，稱為豸冠坊。有兩子范世京及范世亮，皆為進士。

## 生平

### 天聖年間
范師道為宋仁宗趙禎天聖八年（即公元1030年）進士。曾任撫州判官及廣德縣知縣，施政有成績，縣內有一間張王廟，每有祭祀都會殺牛數千，但范師道禁絕此事。右正言孫甫推薦為許州通判。

### 皇祐年間
當時宰相賈昌朝上議設置五個輔郡，內設京畿轉運使及提點刑獄，稱之為“拱輔京師”，而論證者更謂宦官廣納親信為官及從兵，打算謀取京畿財賦，所以有需要設置輔郡。但范師道力陳不是，才逐漸恢復舊製。另范師道又上奏希望將貢舉改定為三年，因原本的四年令學生等得太久才有一次考試的機會。
到劉沆為宰相時，趙禎寵妃溫成皇后張氏身故，禮官商議將溫成皇后埋葬地稱為“陵”，范師道數次抗爭認為“陵”只可用作天子埋葬之地，此事范師道的表現惹來劉沆對其極度不滿，劉沆利用“台官滿二年當補外”的藉口在很短時間內就將范師道貶為常州知州，范師道原屬的御史府雖然用盡言語為其抱不平但都不果，而范師道之名迹亦越來越得到天下人知道。及後曾調任廣東路轉運使，之後又再調往兩浙。未幾任起居舍人、諫院同知。
皇祐五年，范師道在調往兩浙其間，其子范世京考獲進士，被調往應天府柘城縣任主簿及和州歷陽縣任縣令 ，范師道急切走向范世京，說：「我和家人相聚時間少，侍奉天子日子多，還怎能忍受多年失去子女早晚問安？」

### 至和年間
至和元年（即公元1054年），獲參知政事吳育推薦籌畫治理國家大事，召為侍御史。

### 嘉祐年間
嘉祐四年（即公元1059年）六月，以時任宰相富弼為首的群臣連續五次上表請求為趙禎加上「大仁至治」的尊號，並謂在康定之前趙禎每三歲亦會如此，唯獨范師道及知制誥劉敞力諫，認為此舉對於治國並無益處，尊號亦非一直存在，而趙禎亦不接受徽號已經二十年，並且有損趙禎謙尊之德，最終趙禎都沒有批准。
同月，自從溫成皇后死後，後宮得幸者有十人，稱之為十閤，其中有周氏、董氏及溫成皇后之妹。而周氏及董氏都為趙禎生下公主而進升官職，以致其他諸閤都希望有所遷改，趙禎亦因此發出詔書令中書出朝廷封官授爵的敕書，但中書認為自己並無資格及奏請趙禎希望將此事作罷。後宮並未因而放棄，不斷作出要求，趙禎後來親手寫出詔書希望平息事件，唯獨溫成之妹固辭不受，因此范師道上疏道出此事的不良後果，奏請取消不按常規經中書等省議定而由宮內直接發出詔令。
嘉祐五年（即公元1060年）正月，有一顆大星墜落西南，火光點亮大地及響聲如雷，有占卜的人認為是天狗。范師道就進言趙禎，天狗下墜乃破軍殺將，應當選擇將帥訓練士兵。趙禎因而下詔為此作出準備。
趙禎一直都滿意范師道表現，到其晚年，因國家一遍太平，所以就算范師道有時說話過分，趙禎每每都會寬容對待。之後改任兵部員外郎兼侍御史知雜事及都水監通判。
到同年八月，殿中侍御史呂誨進言對升遷觀文殿學士、吏部侍郎程戡為宣徽南院使及延州判官有意見，范師道等也相繼論列，另外范師道與諫官及御史數次上奏力陳樞密副使陳升之不是，之後陳升之被罷免，雖然趙禎都接納其請奏，但到嘉祐六年（即公元1061年）四月，范師道也被調往福州任知州，同時在知諫院被調的還有往任知州的還有唐介、趙抃、呂誨及王陶。
但很快，到嘉祐七年（即公元1062年）三月，王陶及范師道被召回知諫院，而范師道更被召任鹽鐵副使，但唐介、趙抃及呂誨不獲召回。
嘉祐八年，范師道以疾病為由辭官，除去戶部郎中、龍圖閣直學士及明州知州。但不久過身，終年五十九歲。

## 為人
范師道第一次見當時皇帝趙禎，就立即陳請皇帝選擇一位有賢能的宰相用以長遠幫助皇帝，及選擇宗室裡面有能賢者養在宮中用以作出預備，不久又上奏二府與皇帝身邊侍從的不法事，另外奏請取消推恩令，皇帝很多時候都會接納他的進言。
范師道長處為遇事不屈，輔佐皇帝晝夜思想，是一個稱職者。
另外范師道出入知諫院九年，朝廷之事，他知道的定必發言，及定必有所行動，令到當時很多國家之急務及德政如百姓所願而實行。